# 86196 Specula
86196 Specula este un asteroid din centura principală de asteroizi.

## Descriere
86196 Specula este un asteroid din centura principală de asteroizi. A fost descoperit pe 24 septembrie 1999 la Piszkesteto de Krisztián Sárneczky și László L. Kiss. Asteroidul prezintă o orbită caracterizată de o semiaxă mare de 3,13 ua, o excentricitate de 0,19 și o înclinație de 16,7° în raport cu ecliptica.